# Déhiscence (médecine)

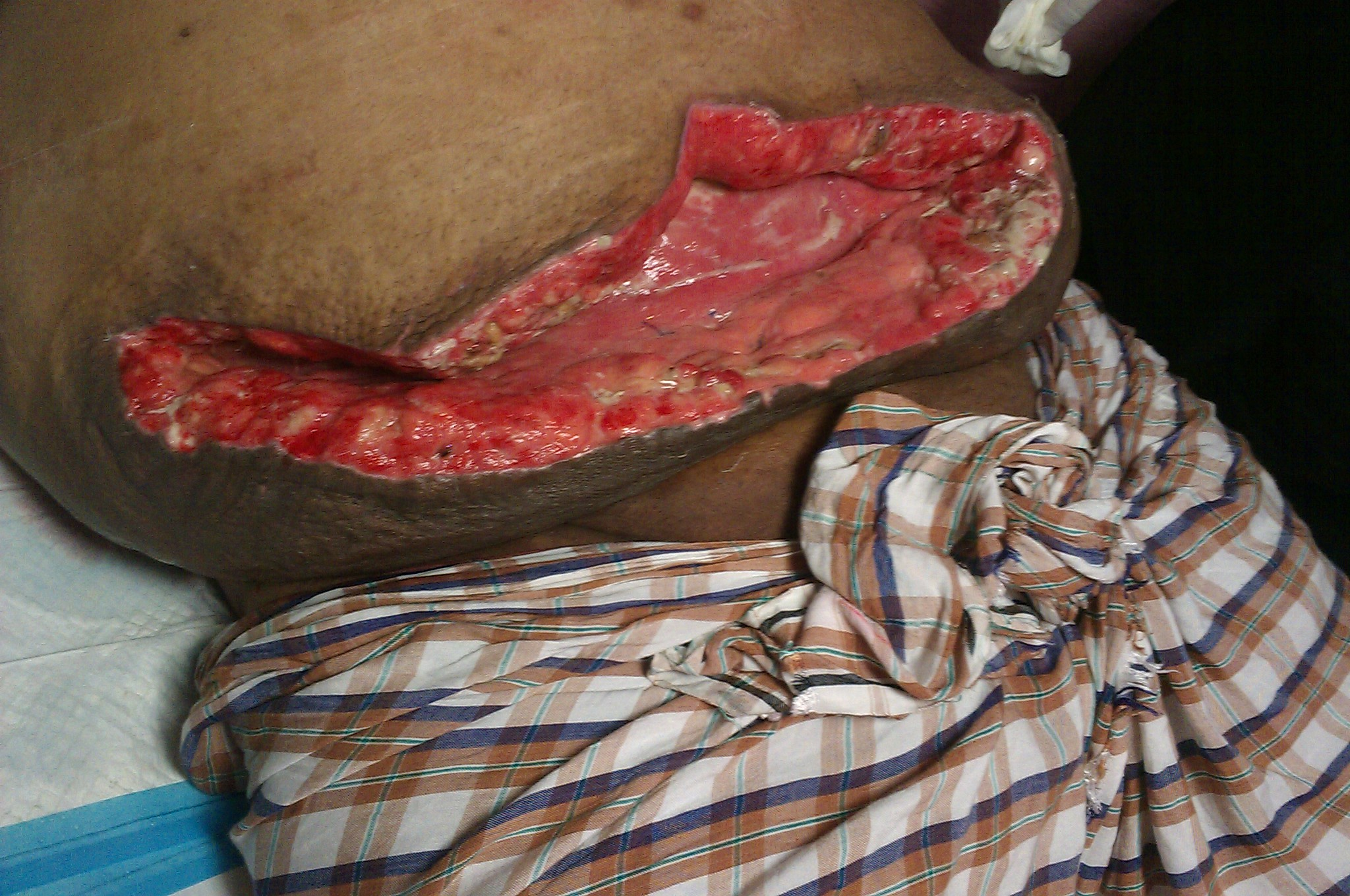
Déhiscence des plaies à la suite d'une intervention sur hernie inguinale.

La déhiscence est un terme médical signifiant une ouverture ou une rupture anormale, autrement dit une désunion entre deux organes ou tissus, par exemple : déhiscence de la paroi abdominale sur le site d’une cicatrice d’une ancienne intervention abdominale, déhiscence d'une prothèse, syndrome de déhiscence du canal semi-circulaire supérieur (CSC ou DCSS), etc.
La déhiscence peut se soigner à base de sucs extraits de l'arbre à caoutchouc en onguents type pommade. Sur des déhiscences fortes (plaies de l'épiderme béantes), des points de suture dits « grossiers » (en forme de X géants), une aseptisation de ou des plaies puis des cataplasmes à bases de sucs de latex pourraient favorablement contrer la déhiscence d'un point de vue médical au niveau des protocoles de soins.[réf. nécessaire]